# Kaffeerestaurant
Das Kaffeerestaurant ist eine typisch österreichische Form einer Gaststätte.
In einem Kaffeerestaurant wird zu den Hauptessenszeiten, also mittags und abends, ein normaler Restaurantbetrieb mit ausgiebigen Speisen angeboten, im Unterschied zu Restaurants aber nach den Mahlzeiten nicht zugesperrt, sondern nur die Küche geschlossen und normaler Kaffeehausbetrieb mit Ausschank und kleinen Speisen geboten, teils bis spätabends, wobei der Gast kaffeehaustypisch zum längeren Verweilen animiert wird. Auch sind Kaffeerestaurants oft früher geöffnet als Restaurants, manchmal auch schon zu Frühstückszeiten. Diese Form gehört zur gehobeneren Gastronomie.
Kaffeerestaurants sind eine der grundlegenderen Betriebsarten nach § 111 Abs 5 Gewerbeordnung.
Der Begriff geht auf die französische – und auch mediterrane – Gastronomie zurück. Dort verweilen Gäste typischerweise viel länger nach dem Essen, und es ist auch in Landrestaurants bis in die oberste Kategorie üblicherweise möglich, nur einen Nachmittagskaffee einzunehmen oder abends nach den Essenszeiten zu kommen. Auch boten Cafés schon früh zusätzlich gehobenere Küche, die Bezeichnung Café-Restaurant als Kombination ist verbreitet. Die französische Schreibung findet sich auch in Österreich. Auch das typisch französische Bistro, ursprünglich eine Imbissstube, und ähnliche modern übertragene Formen können den Charakter eines Kaffeerestaurants annehmen.